# Малонімецький шлях об'єднання Німеччини
Малоніме́цький шлях об'є́днання Німе́ччини (нім. Kleindeutsche Lösung der Deutschen Frage) — одна з двох основних моделей вирішення німецького питання, вироблених представниками німецької політичної думки в період після завершення Наполеонівських воєн.

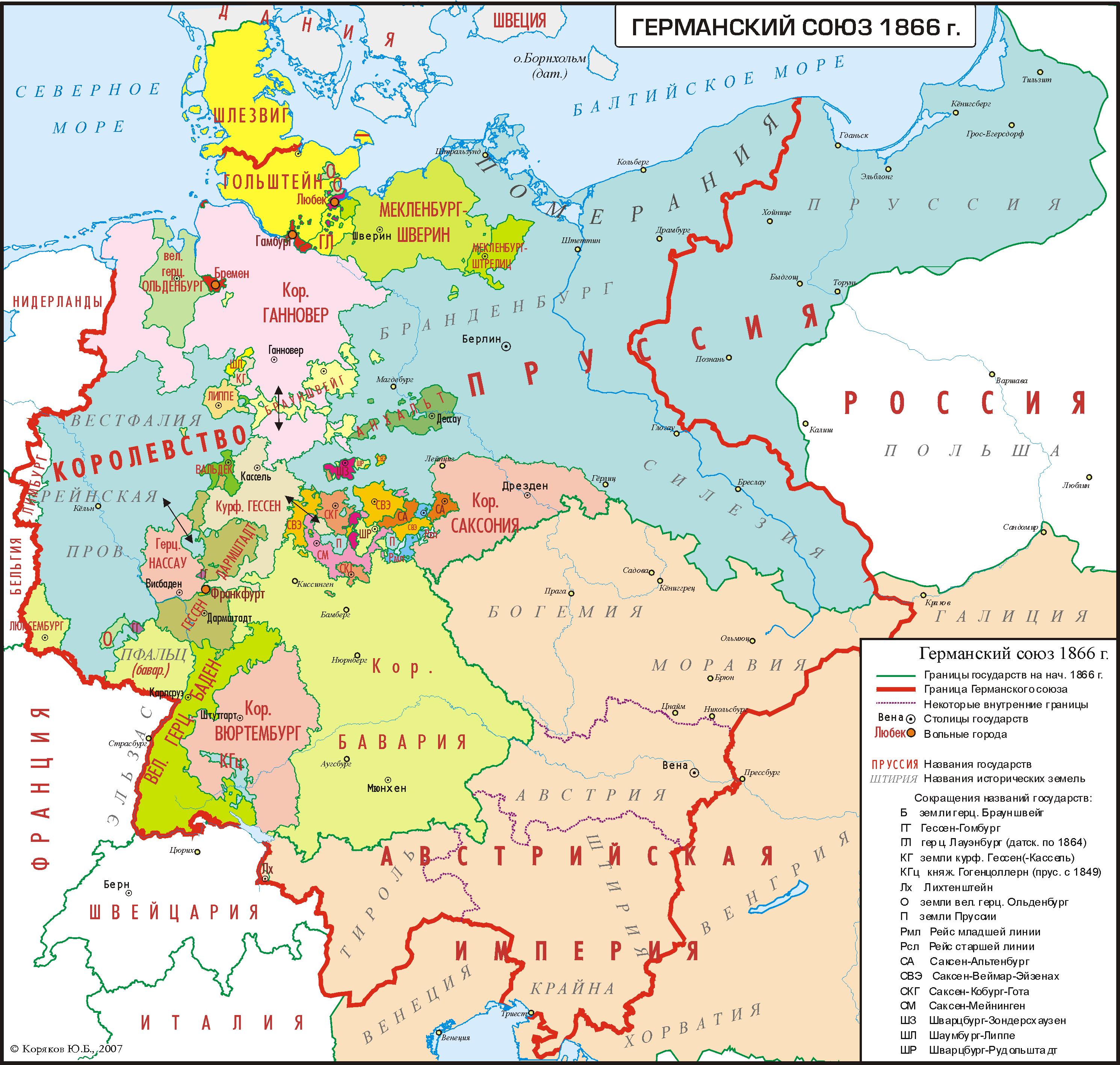
Німецький союз до 1866

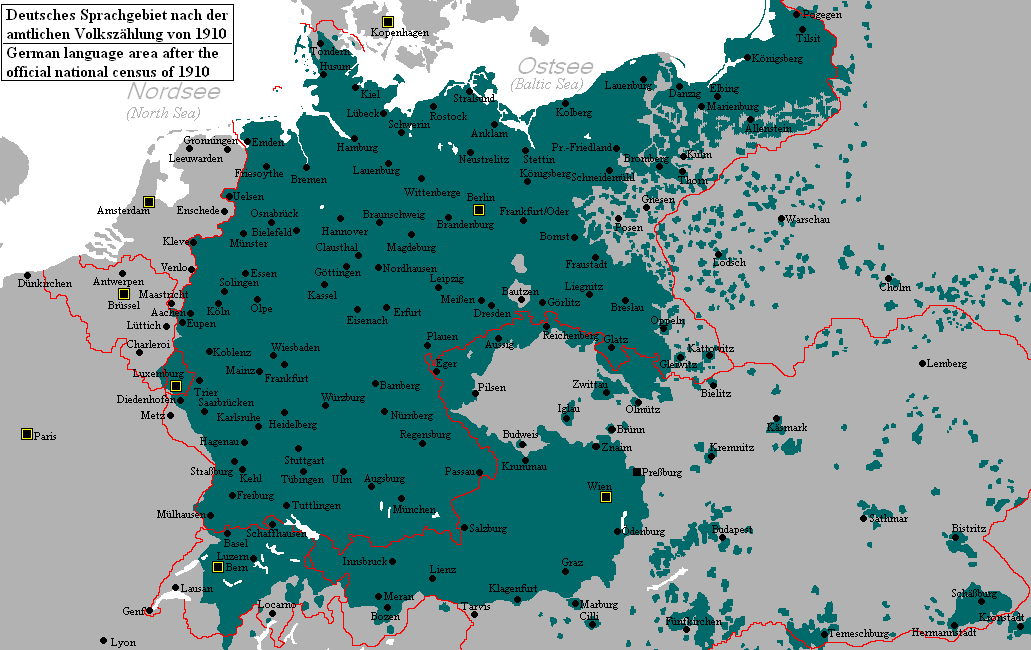
Поширення німецької мови в 1910

Німецький союз в 1820. Прусські території — сині, австрійські — жовті, незалежні країни Німецького союзу — сірі. Червона лінія показує кордони Союзу, і Пруссія, і Австрія контролювали позасоюзні землі.

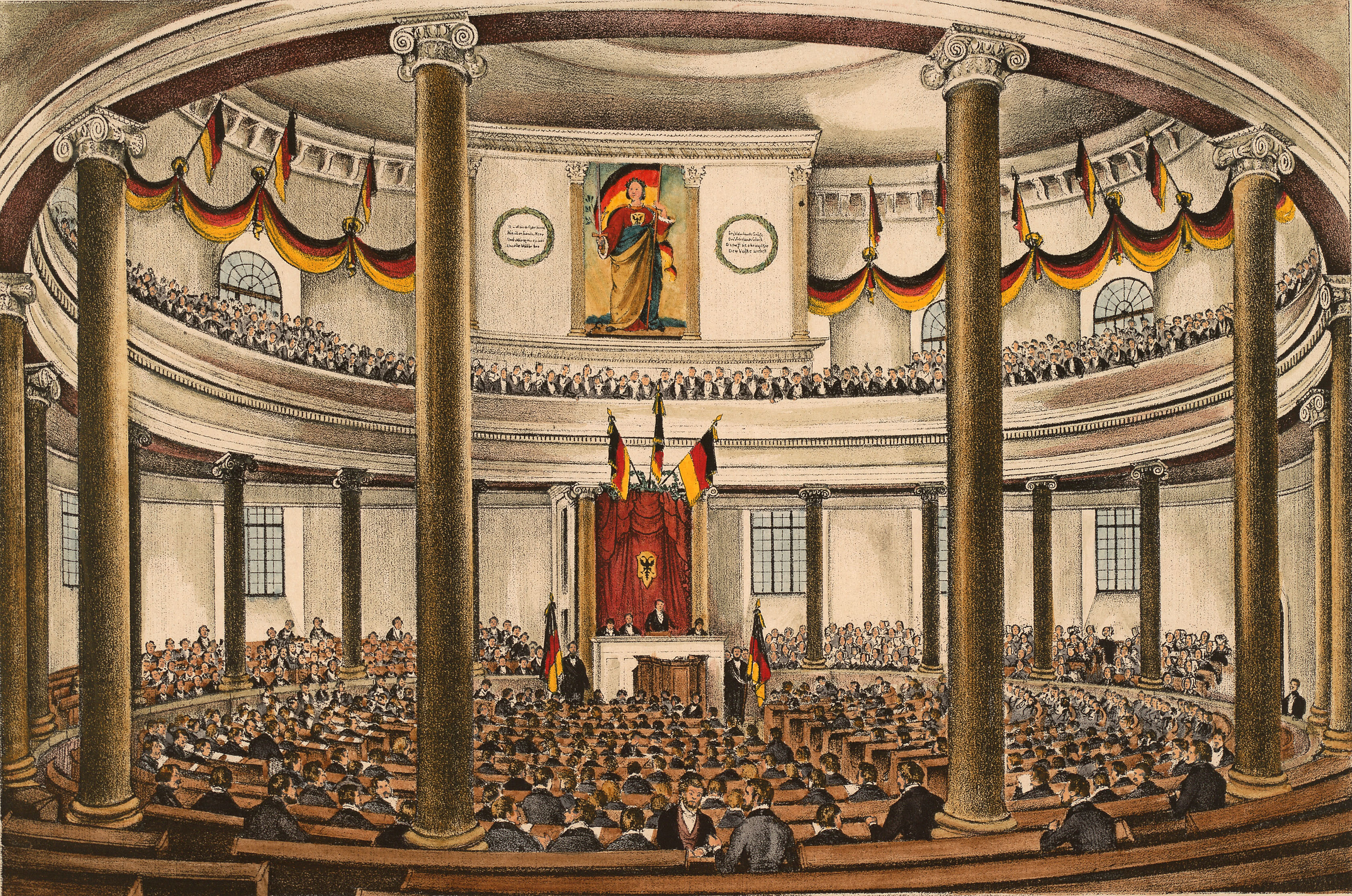
Перша німецька національна асамблея у церкві Св. Павла, Франкфурт-на-Майні, 1848–1849

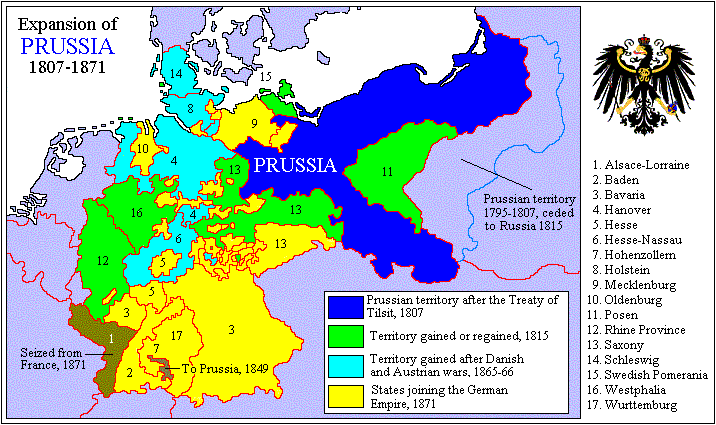
Прусська експансія і Німецька імперія. Темно-сині території контролювалися в 1806; зелені території були приєднані в 1815; світло-сині території були приєднані після Австро-Прусської війни 1866 року; жовті території приєднані в 1871 після Франко-прусської війни.

Велика Німецька імперія в 1943

Прихильники малонімецького шляху вважали, що країни-учасниці Німецького союзу повинні об'єднатися в єдину німецьку державу під керівництвом короля Пруссії і без участі Австрійської імперії.
Малонімецькому шляху був протиставлений Великонімецький шлях об'єднання Німеччини з включенням німецькомовних територій Австрійської імперії, лідерство в новому державному утворенні при цьому належало б австрійському імператору. Малонімецький шлях здавався його прихильникам привабливішим, ніж об'єднання Німеччини під верховенством Австрійської монархії, зважаючи на її тодішній багатонаціональний характер, частка німців у якій не досягала і чверті. Їх також лякала переважно реакційна політика, що проводиться австрійським урядом у період після Наполеонівських воєн.

## Опис моделі
З початком Німецької революції 1848—1849 рр., малонімецький шлях набув популярності серед її лідерів. Варіанти німецького державного будівництва, засновані на малонімецькій моделі, активно обговорювалися на Франкфуртських національних зборах 1848 року. Однією зі спроб практичної реалізації моделі стала зроблена делегатами Зборів 5 квітня 1849 пропозиція прусському королю Фрідріху Вільгельму IV корони німецького імператора, яку він відкинув, як таку, що не відповідала його статусу «короля Божою милістю».
З придушенням Німецької революції 1848—1849 рр. панівне положення Австрії в Німецькому союзі було відновлено.
У 1862 році міністром-президентом (прем'єр-міністром) Пруссії стає Отто фон Бісмарк, і незабаром приступає до кроків по втіленню малонімецького сценарію об'єднання Німеччини в життя. Однак, на відміну від своїх «франкфуртських» попередників, основним засобом для цього він бачив військову міць Пруссії, що знайшло відображення в його знаменитій фразі, сказаній у прусському ландтагу:
«Не високопарними промовами і голосуванням більшості, але залізом і кров'ю вирішуються великі питання сучасності».
 Отто фон Бісмарк
Кульмінації його політика в цьому напрямку досягла в 1866 році. Навесні цього року загострилися відносини Австрії і Пруссії в зв'язку з питанням про становище герцогств Шлезвіг та Гольштейн, відвойованих Австрією і Пруссією у Данії в 1864 році і котрі відтоді знаходилися в їх спільному володінні. Австрія представила це питання на розгляд союзної ради Німецького союзу в розрахунку на те, що представники більшості німецьких держав підтримають її. У відповідь на це, 8 квітня Бісмарк висунув вимогу реформи Союзу в сторону його подальшої централізації, а також виключення з нього Австрії (а також Люксембургу, оскільки це герцогство в той час управлялося ненімецьким монархом — королем Нідерландів Віллемом III Оранським).
14 червня 1866 р. Бісмарк оголосив Німецький союз недійсним. Трьома днями пізніше спалахнула війна між Австрією і Пруссією, а також союзними цим двом державам німецькими державами.
Війна тривала сім тижнів і закінчилася поразкою Австрії та її союзників. Німецький союз остаточно розпався, а більшість німецьких держав увійшло до складу нового державного утворення, яке отримало назву «Північнонімецький союз», що відзначався більшим ступенем інтегрованості і безумовним лідерством в ній Пруссії (прусський король офіційно проголошений «президентом» союзу, канцлером став Бісмарк). Незважаючи на те, що крім Австрії до складу союзу не увійшло ще кілька великих південнонімецьких, переважно католицьких держав на південь від річки Майн (Баварія, Баден, Вюртемберг та ін), повне об'єднання Німеччини саме за малонімецьким сценарієм ставало справою часу.
Завершена була реалізація цього сценарію п'ятьма роками пізніше, коли після розгрому під час франко-прусської війни останньої великої європейської держави, яка активно противилася об'єднанню Німеччини — Французької імперії Наполеона III — була створена Німецька імперія. Про створення цієї держави, до складу якої увійшли держави-члени Північно-німецького союзу і пов'язані з ним двосторонніми договорами 4 південнонімецькі держави (Баварія, Баден, Вюртемберг і Гессен), було офіційно проголошена 18 січня 1871 року в окупованому німецькими військами Версалі.
Німецькомовні землі Австрійської імперії (з 1867 року — Австро-Угорщина) залишилися поза об'єднаною Німеччиною. Після розпаду Австро-Угорської імперії в 1918 році з них була утворена Австрійська республіка, існуюча і понині. Не увійшли до складу Німеччини Люксембург і крихітне альпійське князівство Ліхтенштейн, що входили раніше в Німецький союз, і які також зберігають свою незалежність до наших днів.
Незважаючи на те, що великонімецька ідея в тій чи іншій формі (наприклад, у формі пангерманізму) і в більш пізні часи зберігала прихильників, якими робилися спроби її реалізації (наприклад, аншлюс Австрії Гітлером в 1938 році е її подальше 7-річне перебування в складі гітлерівської Німеччини) реалізованим залишається лише малонімецький сценарій об'єднання Німеччини. При цьому поразка Німеччини у Другій світовій війні покінчила з верховенством в ній Пруссії — в 1947 році ця держава була ліквідована рішенням союзної окупаційної влади в Німеччині. На даний момент за своїм державним устроєм Німеччина є федерацією 16 земель, жодна з яких не має практичної можливості претендувати на чільне місце в державі в цілому.